# Phyciodes pallida
Espèce
Phyciodes pallida ou Phyciodes pallidus est une espèce d'insectes lépidoptères (papillons) de la famille des Nymphalidae, de la sous-famille des Nymphalinae et du genre Phyciodes.

## Dénomination
Phyciodes pallida a été nommé par William Henry Edwards en 1864.
Synonymes : Melitaea pallida Edwards, 1864; Eresia mata Reakirt, 1866;

### Noms vernaculaires
Phyciodes pallida se nomme Pallid Crescentspot ou Pale Crescent en anglais.

### Sous-espèces
- Phyciodes pallida barnesi Skinner, 1897 ; présent au Colorado et au Canada[1].

## Description
Phyciodes pallida est un papillon de couleur jaune orangé discrètement ornementé de marron. Sur le dessus les ailes antérieures présentent une bordure marron et des lignes dessinant des damiers orange, les ailes postérieures présentent une ligne submarginale de fins chevrons orange dans la bordure marron et une ligne de points marron.
Le revers est plus clair, formé de damiers orange, ocre clair et sable.
Son envergure est comprise entre 35 et 41 mm,

### Chenille
La chenille de couleur ocre est ornée d'épines et de bandes brunes sur les flancs

## Biologie

### Période de vol et hivernation
Phyciodes pallida vole d'avril à juin en une seule génération.

### Plantes hôtes
Les plantes hôtes des chenilles sont des Cirsium (chardons).

## Écologie et distribution
Il est présent dans l'ouest de l'Amérique du Nord, ouest du Canada en Colombie-Britannique et ouest des USA État de Washington, Oregon, Idaho, Montana, Wyoming, Nevada, Utah, Colorado et Arizona,.

### Biotope
Il réside dans les vallées.

### Protection
Pas de statut de protection particulier.